# 카오르

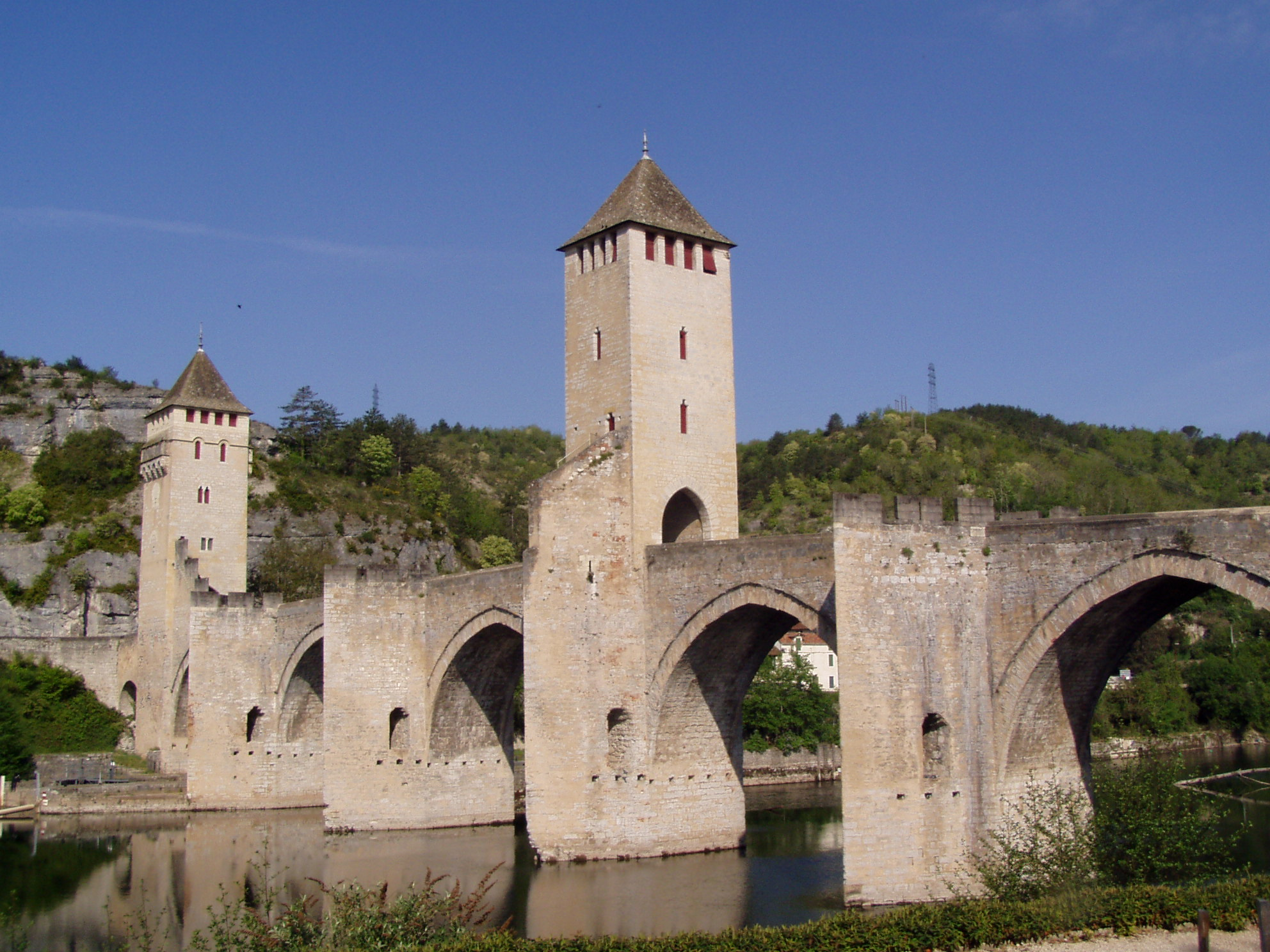
카오르

카오르(프랑스어: Cahors)는 프랑스 남부 미디피레네 로트주에 위치한 도시로 로트 주의 주도이며 면적은 64.72km2, 인구는 20,224명(2011년 기준), 인구 밀도는 310명/km2이다.

시기
시 문장